# Vasiliki Tsamakda
Vasiliki Tsamakda (griechisch Βασιλική Τσαμακδά, * 1970 in Thessaloniki) ist eine griechische Christliche Archäologin und Byzantinische Kunsthistorikerin.
Vasiliki Tsamakda studierte von 1988 bis 1992 Klassische Archäologie, Geschichte und Kunstgeschichte an der Universität Kreta. Von 1994 bis 1995 studierte sie Klassische Archäologie und Kunstgeschichte an der Universität Leipzig. Von 1995 bis 2001 folgte ein Doktoratsstudium an der Universität Heidelberg im Fach Byzantinische Archäologie und Kunstgeschichte. 2001 wurde sie mit der Arbeit Die illustrierte Chronik des Johannes Skylitzes in Madrid promoviert und war als Lehrbeauftragte an der Universität Heidelberg tätig. 2008 erfolgte die Habilitation an der Universität München mit der venia legendi für das Fach Spätantike und Byzantinische Kunstgeschichte. Im Wintersemester 2008/09 lehrte sie als Vertretungsprofessorin an der Universität München. Seit 2009 lehrt sie als Professorin für Christliche Archäologie und Byzantinische Kunstgeschichte am Institut für Kunstgeschichte der Universität Mainz.
Zu ihren Forschungsschwerpunkten zählen die byzantinische Buchmalerei, die mittel- und spätbyzantinische Malerei Kretas (die byzantinischen Fresken in den Kirchen von Kakodiki und den byzantinischen Kirchen des Bezirks Kandanos in Selino) sowie die Archäologie und Malerei der Domitilla-Katakomben in Rom.

## Schriften (Auswahl)
Monographien
- The Illustrated Chronicle of Ioannes Skylitzes in Madrid. Alexandros Press, Leiden 2002, ISBN 90-806476-2-4 (Zugleich: Heidelberg, Universität, Dissertation, 2001).
- Die Panagia-Kirche und die Erzengelkirche in Kakodiki. Werkstattgruppen, kunst- und kulturhistorische Analyse byzantinischer Wandmalerei des 14. Jhs. auf Kreta (= Österreichische Akademie der Wissenschaften. Philosophisch-Historische Klasse. Denkschriften. Bd. 427 = Archäologische Forschungen. 21) Verlag der Österreichischen Akademie der Wissenschaften, Wien 2012, ISBN 978-3-7001-6905-5 (Zugleich: München, Universität, Habilitations-Schrift, 2008).

Herausgeberschaften
- Ina Eichner: Syrien und seine Nachbarn von der Spätantike bis in die islamische Zeit (= Spätantike, frühes Christentum, Byzanz. Reihe B: Studien und Perspektiven. Bd. 25). Reichert, Wiesbaden 2009, ISBN 978-3-89500-674-6.
- Benjamin Fourlas: Wege nach Byzanz. Römisch-Germanisches Zentralmuseum, Mainz 2011, ISBN 978-3-88467-186-3.